# Aprasia aurita
Espèce
Statut de conservation UICN

 NT  : Quasi menacé
Aprasia aurita est une espèce de geckos de la famille des Pygopodidae.

## Répartition
Cette espèce est endémique du Victoria en Australie. Sa présence est incertaine en Nouvelle-Galles du Sud.

## Publication originale
- Kluge, 1974 : A taxonomic revision of the lizard family Pygopodidae. Miscellaneous Publications, Museum of Zoology, University of Michigan, no 147, p. 1-221 (texte intégral).